# فتاوى علي الطنطاوي (كتاب)
فتاوي علي الطنطاوي كناب للشيخ علي الطنطاوي، طبعت أول طبعة في عام 1985 وأُعيد طبعه بعد ذلك أكثر من عشر مرات. يقع هذا الكتاب في 320 صفحة من القَطْع المعتاد (17×24).

## قصة الكتاب
جمع هذا الكتابُ طائفةً من الفتاوى التي كانت قد نُشرت في جريدة «الشرق الأوسط» بين أواخر سنة 1982 وأوائل سنة 1984، وقد نحا فيها مؤلفه نحواً جديداً مبتكراً في تبسيط جواب كل مسألة وتبويبه في فقرات مرقَّمة يسهُل فهمهما ويمكن لكل واحد من الناس استيعابها، فلما اجتمع لديه قدر منها قرر أن ينشرها في كتاب منفرد.

## أبواب الكتاب
يضم هذا الكتاب مئة وستاً وسبعين مسألة رُتّبت في اثنين وعشرين باباً، وهذه الأبواب -حسب ترتيبها في الكتاب- هي: المنامات والكرامات والجن والأرواح، والقرآن الكريم (ويضم فتاوى في رسم المصحف وترتيبه والحروف المقطعة في أوائل بعض سوره)، والمذاهب (وفيه فتاوى عن نشوئها واختلافها والموقف الصحيح منها)، والإسلام (وفيه مسائل عن معناه وصلاحه لكل الأزمنة وعن معنى الأمانة التي حملها الإنسان، وبحث عن القومية والإسلام)، والصوفية، ومشكلات الشابات المتدينات، وطفل الأنابيب والغناء والصور والتدخين، وتقنين الأحكام الشرعية والحكم بشرع الله، وفتاوى في المال والمعاملات المالية (وهو باب يضم فتاوى عن الشركات المساهمة والبيع بالتقسيط والربا والإيجار وحبس المدين وبعض المسائل المتفرقة الأخرى)، ومشكلات الشباب، وحجاب المرأة ولباسها وزينتها (ويضم مسائل متفرعة عن هذا الموضوع كعمليات التجميل والنمص وثقب آذان البنات والذهب المحلَّق)، والحيض والغسل والرضاع والحضانة والعدة، والزواج والطلاق، والطهارة والنجاسة، والصلاة، والصيام وإثبات دخول رمضان بالحساب، والحج والعمرة، والزكاة وزكاة الفطر، والميراث والوصية الواجبة، والأنبياء والصحابة، وأسئلة لغوية وأسئلة عن أحاديث وأدعية، وأخيراً موضوعات متنوعة (وهو باب يضم ما لم يمكن تصنيفه في أي من الأبواب السابقة؛ مثل محبة الله ومخافته، والزهد في الدنيا، وثواب من يعمل الخير من غير المسلمين، والقتل الخطأ، وغسل الشهيد، وبر الأم، والاحتفال بعيد الأم، وتبني اللقيط، وإسقاط الجنين لغرض طبي، والتصفيق للخطيب، وزيارة القبور، وقتل الكلاب الضالة). وقد تفاوتت هذه الأبواب في سعتها وكثرة ما فيها من فتاوى، ولعل أطولها -كما سيتوقع كثير من القراء- هي أبواب «الزواج والطلاق» و«الصلاة» و«الصيام» و«الحج»، وهي الموضوعات التي يكثر عنها السؤال غالباً.

## وصلات خارجية
موقع علي الطنطاوي